# Бабій Домка
До́мка Бабі́й (з дому — Зілинська; 1896, село Гадинківці, нині Гусятинського району Тернопільської області — 3 липня 1983, м. Торонто, Канада) — українська громадська діячка, меценатка.
Відзначена Грамотою УВАН. У Канаді від 1928 року. Жертвувала значні кошти на УГКЦ, українську пресу та наукові видання.